# Christopher Clarke
Christopher Clarke, född den 25 januari 1990 i London, är en brittisk friidrottare som tävlar i kortdistanslöpning.
Clarke fick sitt genombrott när han vann guld på 400 meter vid VM för ungdomar 2007. Han ingick vidare i det brittiska stafettlaget på 4 x 400 meter som blev bronsmedaljörer vid inomhus-VM 2010 i Doha.

## Personliga rekord
- 100 meter - 10,45 från 2007
- 200 meter - 20,87 från 2007
- 400 meter - 45,59 från 2009